# Сикорский, Владислав

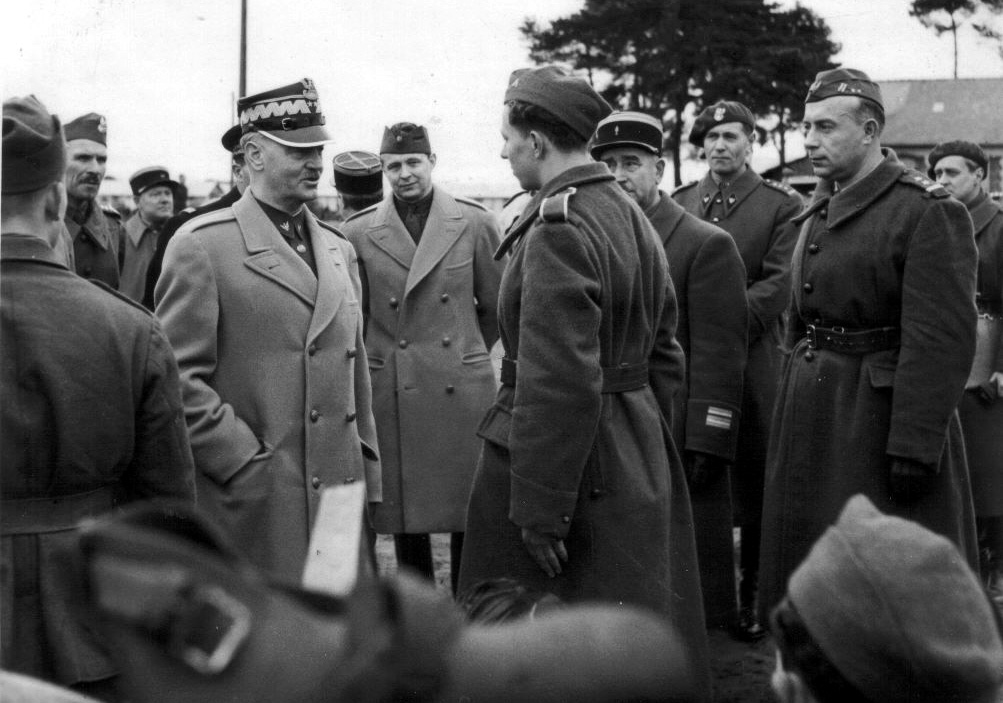
Сикорский во Франции (1940)

Владисла́в Эугениуш Сико́рский (пол. Władysław Eugeniusz Sikorski; 20 мая 1881 — 4 июля 1943) — польский военачальник и политик, генерал брони (генерал-полковник), премьер-министр правительства Польши в изгнании.

## Биография

### Ранние годы
Сикорский родился 20 мая 1881 года в селе Тушув-Народовый Подкарпатского воеводства в Галиции (Королевство Галиция и Лодомерия в составе Австро-Венгрии). Учился в Жешуве, окончил гимназию во Львове. В 1902 году поступил на факультет дорог и мостов Львовского политехнического института. В 1908 году Сикорский стал одним из создателей львовского Союза Активной Борьбы, затем в 1910 году — председателем местного военизированного польского союза «Стрелец» (Strzelec, Zwiazek Strzelecki). С 1912 года — референт, затем генеральный секретарь Временной комиссии Конфедерации национально-освободительных партий. С 1914 года — член галицийского Главного Народного комитета, с 1916 года — начальник его военного отдела. В этот период начался серьёзный конфликт между ним и Юзефом Пилсудским: в отличие от Пилсудского, Сикорский выступал за воссоздание польского государства под эгидой Австро-Венгрии, Пилсудский же предполагал более сложную политическую комбинацию. В 1916—1918 годах Сикорский занимался вербовкой поляков в австрийскую армию.

### В составе Войска Польского и Советско-польская война
С ноября 1918 года Владислав Сикорский в составе Войска Польского: начальник штаба войсковых групп «Восток» в Галиции, командующий группой «Бартатув» и «группой полковника Сикорского».
Во время советско-польской войны Владислав Сикорский командовал 9-й дивизией пехоты и Полесской группой войск в Киевской операции, 5-й армией в варшавской операции, а также 3-й армией в боях за Замостье. Во время битвы за Варшаву частям под командованием Сикорского удалось остановить советские войска к северу от польской столицы, что дало время Пилсудскому для проведения контрнаступательной операции. За участие в битве за Варшаву Сикорский был награждён самым почётным польским военным орденом «Virtuti Militari». В апреле 1921 года Сикорский сменил Юзефа Пилсудского на посту главнокомандующего польской армии и возглавил Генеральный штаб.

### Премьер-министр
16 декабря 1922 года после убийства Президента Габриэля Нарутовича маршал (председатель) Сейма Мацей Ратай предложил кандидатуру главнокомандующего польской армии Владислава Сикорского на пост Председателя Совета Министров, одновременно исполняющего обязанности министра внутренних дел. Сикорский занимал эту должность до 26 мая 1923 года. Правительство Сикорского сумело восстановить внутреннюю стабильность и добиться от стран Запада признания польских восточных границ.

### В составе Войска Польского
В 1923—1924 годах Сикорский являлся генеральным инспектором пехоты. В 1924—1925 годах Сикорский — военный министр во втором правительстве Владислава Грабского. В 1925 году он возглавил 6-й округ Войска Польского во Львове. Очередной конфликт с Юзефом Пилсудским вынудил его оставить этот пост в 1928 году.

### Майский переворот
Во время Майского переворота 1926 года Сикорский не покинул командование военного округа во Львове, но и не оказал никакой помощи правительству, чем значительно облегчил задачу мятежникам во главе с Юзефом Пилсудским.
В 1928 году эмигрировал во Францию, где находился в оппозиции к польскому правительству. Учился во Франции в Высшей военной школе. В 1938 году вернулся в Польшу. До 1939 года числился в распоряжении военного министра, не занимая никаких официальных постов.

### Вторая мировая война
Вторая мировая война началась 1 сентября 1939 года нападением Германии и Словакии на Польшу. С началом войны генерал Сикорский пытался добиться от маршала Эдварда Рыдз-Смиглы назначения на фронт, но ответа не получил. После поражения Польши перешёл границу с Румынией, откуда прибыл в Париж. Во Франции 28 сентября приступил к формированию польской армии в эмиграции.
30 сентября 1939 года Сикорский стал премьер-министром польского эмиграционного правительства (и оставался им до гибели в 1943 году). 7 ноября указом Президента Республики Польской Сикорский был назначен Генеральным инспектором (главнокомандующим) вооруженных сил. Созданная им во Франции армия насчитывала 84 тысячи человек. 1 марта 1940 года премьер-министр  Правительства Польши в изгнании генерал Владислав Сикорский публично объявил, что Польша находится в состоянии войны с СССР. . После вторжения немцев во Францию поляки вместе с французами и англичанами активно участвовали в боях. После разгрома Франции уцелевшие польские подразделения переправились в Англию и влились в состав вооруженных сил Великобритании. Правительство Уинстона Черчилля финансировало новые польские войска.

### Армия Андерса
После германского вторжения в СССР 30 июля 1941 года Сикорский подписал с И. М. Майским, советским послом в Англии, договор с СССР о возобновлении дипломатических отношений и пакт о создании польской армии на Востоке. В 1941—1942 годах он участвовал в создании Польской армии Андерса, формировавшейся в районе Бузулука и впоследствии переброшенной на Ближний Восток.
Однако вскоре обнаружение и обнародование немцами Катынского захоронения привело к разрыву Сикорского с Москвой.

### Катастрофа в Атлантике
В связи с обнаружившимися в апреле 1943 года фактами Катынского расстрела Сикорский выступил с резкими обвинениями в адрес СССР, в частности, требуя от Черчилля разрыва отношений с СССР. Спустя несколько недель генерал Владислав Сикорский, его дочь Зофья и начальник штаба Тадеуш Климецкий погибли в авиакатастрофе 4 июля 1943 года близ Гибралтара. Самолёт «Liberator II AL523» рухнул в море через 16 секунд после взлёта. Целью Сикорского была инспекция контингентов армии Андерса на Ближнем Востоке.
Некоторые современные историки утверждают, что это не было случайностью. Чешский пилот Эдуард Прхал (1911—1984), который никогда не надевал спасательный жилет, именно в этом полёте надел его и остался жив.
Генерал был с почестями, в присутствии премьер-министра Великобритании Уинстона Черчилля, похоронен на кладбище польских лётчиков в Ньюарке, около Ноттингема (графство Ноттингемшир). 17 сентября 1993 года его прах был перевезён в Польшу и захоронен на Вавеле в Кракове.

До конца не выясненное происшествие породило множество слухов, догадок и версий о советском, британском или даже польском следе в авиакатастрофе. Однако, как указывает в статье о Сикорском в Польском биографическом словаре 1997 года Роман Вапинский, никаких убедительных доказательств о заговоре как причине катастрофы не обнаружили. В ноябре 2008 года тело генерала было эксгумировано и проверено польскими экспертами с целью подтверждения версии о причастности к его гибели советских спецслужб, но никаких фактов обнаружено не было.

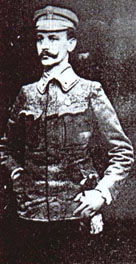
Сикорский в 1918 году

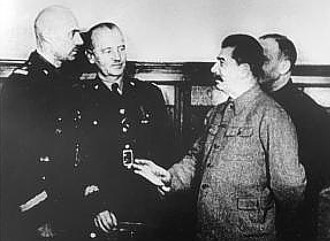
Слева направо, В. Андерс, В. Сикорский, И. В. Сталин, переводчик (возможно), 1941 год.

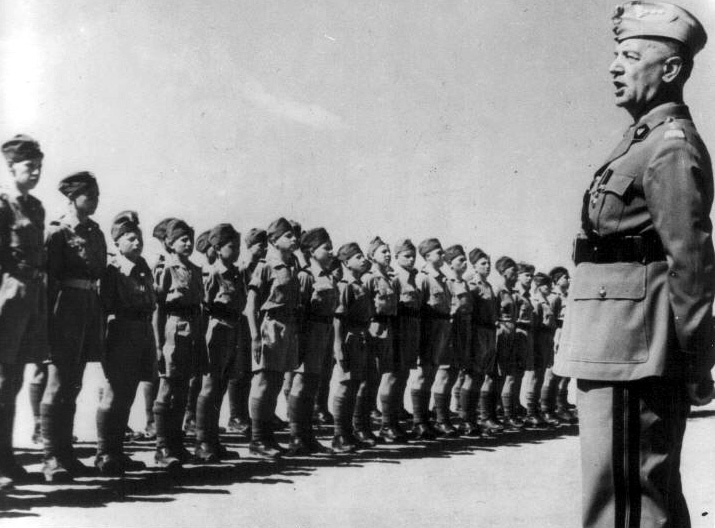
Сикорский с польскими «юнаками» (кадетами) на Ближнем Востоке (1943)

## Награды
- Орден Белого орла
- Командорский крест со звездой ордена «Virtuti Militari»
- Серебряный крест ордена «Virtuti Militari»
- Орден «Крест Грюнвальда» 1 степени (2.VII.1946[12])
- Кавалер Большого креста ордена «Возрождения Польши»
- Командор ордена «Возрождения Польши»
- Крест Храбрых (четырежды)
- Золотой Крест Заслуги
- Кавалер Большого креста ордена Почётного легиона
- Крест Заслуги войск Срединной Литвы

## Память
2 мая 1945 года в лондонском боро Вестминстер было открыто учреждение под названием Польский институт и музей имени генерала Сикорского — крупнейший музей, посвящённый не только генералу Владиславу Сикорскому, но и участию Польши во время Второй мировой войны и польской диаспоре.